# Compteur proportionnel à gaz
Un compteur proportionnel à gaz est un détecteur de particules conçu pour détecter les radiations ionisantes. Il a un très bon rendement pour les photons de « faible énergie », en particulier les rayons X caractéristiques des « éléments légers ».

## Description

Schéma de principe d'une chambre à ionisation

Il s'agit d'un détecteur à ionisation de gaz, comme le compteur Geiger-Müller mais fonctionnant avec une plus basse tension ; ainsi, au lieu d'être en saturation — chaque arrivée de photon ou de particule provoque une étincelle maximum —, on est dans le régime linéaire : l'intensité de l'arc électrique créé est proportionnelle à l'énergie du photon, d'où le nom du détecteur.
Le compteur se compose donc :
- d'un boîtier métallique avec une fenêtre étanche à l'air, mais transparente aux rayonnements ; en général, il s'agit d'un polymère métallisé (afin d'évacuer les charges électriques qui se créent lors de l'utilisation) posée sur une grille de silicium destinée à lui donner une bonne résistance mécanique ; le boîtier contient un gaz ;
- d'un filament (fil de fer) passant au centre du boîtier, et isolé de celui-ci ;
- d'un générateur et régulateur de haute tension, qui crée une haute tension entre le boîtier et le filament ; le filament est chargé positivement, et le boîtier négativement ;
- d'une chaîne électronique d'amplification, de filtrage et de comptage.

On distingue :
- les compteurs à flux gazeux : le boîtier est connecté à une bouteille de gaz, celui-ci est renouvelé en permanence ;
- les compteurs scellés : le détecteur est clos, il faut le changer lorsque la qualité du gaz s'est dégradée.

Le gaz utilisé est en général un mélange de 90 % d'argon et de 10 % de méthane pour les compteurs à flux gazeux ; dans les compteurs scellés, le gaz amortisseur est en général un halogène (dichlore ou dibrome).

## Principe
Lorsqu'une particule ionisante — au sens large, particule matérielle ou photon — traverse la fenêtre, elle rencontre des molécules de gaz et les ionise par effet Compton. Ces ions sont alors attirés vers le filament ou le boîtier du fait de la haute tension, et provoquent un pic de tension lorsqu'ils les atteignent. Ces pics de tension sont comptabilisés. Dans les conditions idéales d'utilisation, le « nombre de coups » (c'est-à-dire le nombre d'impulsions) est proportionnel au nombre de particules ayant traversé le détecteur (certaines particules provoquent plusieurs ionisations, d'autre le traversent sans interaction).
On utilise un gaz léger, l'argon, car il s'ionise facilement par effet Compton mais difficilement par effet photoélectrique.
La haute tension relativement faible et la présence d'un gaz organique, le méthane, permettent d'éviter l'avalanche de Townsend (ionisations en cascade). En effet, les électrons ionisés sont trop peu accélérés pour pouvoir à leur tour provoquer des ionisations, à l'exception de la région du fil ; les ions ainsi créés ayant un coefficient de diffusion lent, ils « stagnent » autour du fil, créant une charge d'espace, ce qui permet « d'absorber » le « trop-plein » d'électrons et d'éviter l'avalanche dans cette région. Le gaz organique joue donc le rôle « d'amortisseur » : il s'ionise facilement et ses molécules sont lourdes, donc lentes à diffuser, c'est principalement lui qui va former cette charge d'espace.

## Réglage du compteur
Il faut régler la haute tension du détecteur et le gain de la chaîne d'amplification afin d'être dans la partie linéaire. Pour cela, on soumet le compteur à un rayonnement « typique », afin d'avoir un signal.
La première opération consiste à tracer le nombre de coups par seconde détectés en fonction de la haute tension (HV plot). Ceci permet de repérer la zone de linéarité. La valeur typique, pour un mélange argon-méthane (10 %), est de l'ordre de 1 400 à 1 800 volts.
Ensuite, on trace la répartition des hauteurs de impulsions (pulse height analysis, PHA). Si le détecteur ne reçoit des particules ayant toutes la même énergie, on aurait dans l'idéal un pic très fin, puisque la hauteur des impulsions dépend de l'énergie. Dans les faits, on a un pic large, l'élargissement étant notamment dû à l'effet Doppler-Fizeau (les molécules du gaz sont en mouvement). On a donc un pic dont la largeur à mi-hauteur H est proportionnelle à l'inverse de la racine carrée de l'énergie E du photon :
{\displaystyle \mathrm {H} ={\frac {38,8}{\sqrt {\mathrm {E} }}}}
H étant en pourcentage (la position du sommet du pic représentant 100 %), E étant en keV. La résolution est de l'ordre de 15 à 20 %.
On ajuste la haute tension afin que le sommet de la courbe corresponde au maximum de rendement du détecteur, en général 1 à 2 volts. La haute tension dépend donc de l'énergie des particules que l'on veut détecter. Dans le cas d'une analyse dispersive en longueur d'onde, l'énergie est déterminée par l'angle de diffraction ; la haute tension est alors proportionnelle au sinus de l'angle (voir Loi de Bragg), on parle parfois « d'amplificateur sinusoïdal ».
Les impulsions détectées peuvent être dues à d'autres phénomènes : particule d'énergie voisine, bruit de fond électronique… On filtre donc les impulsions qui sont « trop hautes » ou « trop basses », tout en essayant de conserver toutes les impulsions dues aux particules auxquelles on s'intéresse. C'est le rôle de la discrimination.
Enfin, le dernier paramètre important est le temps mort : si le flux de particules est trop élevé, le détecteur n'a pas le temps de se remettre au repos entre deux événements, il « perd » donc du comptage. Lorsque le détecteur arrive à saturation, on peut atténuer le signal incident (en le filtrant, ou en diminuant l'intensité du tube à rayons X) ; sinon, il faut corriger de cet écart à la linéarité.

## Précautions
Le paramètre le plus important est la propreté du système : les impuretés dans le gaz produisent des parasites qui empêchent l'utilisation effective.
Lorsqu'il y a une impureté, on a souvent un profil typique à deux modes (deux pics) dans la répartition des hauteurs d'impulsions.
Dans le cas d'un compteur scellé, ceci est garanti par la qualité de la fabrication.
Dans le cas d'un compteur à flux gazeux, il faut employer un gaz de haute pureté, une tubulure très propre (cuivre ou inox sans graisse, polymère qui ne dégaze pas). Les points critiques sont le changement de la bouteille de gaz et les changements de la fenêtre et du filament, qui peuvent donner lieu à l'introduction d'impuretés. Si l'on constate la présence d'une impureté, il faut purger et nettoyer la tubulure, et changer la fenêtre et le filament.

## Applications
En médecine nucléaire, les compteurs proportionnels ne sont plus utilisés couramment. Ils servaient essentiellement à compter les γ et les β de basse énergie. Ils ont été remplacés depuis par la scintillation liquide.
En revanche, ils sont encore très utilisés pour détecter les rayons X, notamment en spectrométrie de fluorescence des rayons X.